# Chikkaballapur
Chikkaballapur, ook wel Chik Ballapur of Chikballapur,  is een dorp in het district Chikkaballapur van de Indiase staat Karnataka. 

## Demografie
Volgens de Indiase volkstelling van 2001 wonen er 54.938 mensen in Chikkaballapur, waarvan 51% mannelijk en 49% vrouwelijk is. De plaats heeft een alfabetiseringsgraad van 57%. 